# 118番
118番（ひゃくじゅうはちばん）とは、日本における海上での事件・事故（海上保安）の緊急通報用電話番号。船舶電話からは海上保安庁運用司令センター、船舶電話以外の電話（一般加入電話、公衆電話、携帯電話、PHS）からは全国11ヵ所の各管区海上保安本部に接続される。
118番のほか海上保安庁本庁、各海上保安部署の緊急電話番号「局番+4999（至急救急）」は現存しており、どちらにかけても通報できる。

## 概要
海難事故のみならず、海上における不発弾（機雷等）発見、密航・密輸、不審船情報や海上環境事犯の通報先ともなっている。キャッチコピーは海の「もしも」は118番。2000年（平成12年）5月1日施行の改正電気通信事業法施行規則により110番、119番の緊急通信と同様に扱われる番号として運用が開始された。2010年3月31日までで、52,246件の通報があり、19,061人と船舶5,959隻が救助された。また、密漁や密航・密輸などの事犯についても、その多くが目撃者からの通報により解決されてきた。
これに伴い、船舶電話による「海の110番」（自動船舶電話より110番にかけると最寄の海上保安本部に接続、昭和53年度開始。衛星船舶電話は管区番号付記により接続、平成7年開始。）およびフリーダイヤル「0120-499950（至急救急GO!）」（平成10年3月開始）は廃止された。
2007年（平成19年）4月1日からは、GPS機能付き携帯電話からの通報で通報者の位置情報が緊急通報位置通知として、自動送付されるようになった。
パトカー、消防車、救急車は出動の要請が入ると緊急走行で出動するが、海上保安庁の車両は緊急走行の認定を認められないので、緊急時の対応が遅れるのではないかとの指摘もある。

### 有効通報の割合
先述の通り緊急通信と同様に扱われる番号だが、他の110番や119番に比べて知名度が低いためか、有効通報の割合は1%程度と低く、間違い電話（116番（電話の新設・移転）や117番（時報サービス）、186番（非通知解除設定）、104番（電話番号案内）、110番、119番、札幌市の011-8xxの0の脱落、フリーダイヤル0120-118xxxの0120の脱落など）や、いたずら電話や無言電話が大半を占め、各地の海上保安本部は頭を悩ませている。なお、海上保安庁では、いたずら電話や執拗な冷やかしなど、悪質なものについては直ちに逆探知し、厳正に対処することとしている。
海上保安庁は、警察・消防とも緊密な連携をとっているので、海の事件事故の際に118番に電話すべきところを誤って110番や119番に通報しても、すぐに海上保安庁に電話が取り次がれる。

### 110番との関係
1948年10月1日 - 1954年7月1日まで、118番は名古屋地区で警察を呼ぶ場合の番号だった。東京が110番であり、大阪市、神戸市、京都市などは1110番、名古屋は118番を使っていたが、利用者に混同をきたすことから、1954年7月1日の新警察法施行をもって110番に統一された。

### 118番の日
海上保安庁は、電話番号の一層の周知を図るため、2011年より1月18日を『118番の日』に制定している。

### 海守
118番通報についての知識を社会全体に普及させることを目指す無償ボランティア団体として、海上保安庁の公認の下、財団法人海上保安協会と日本財団によって『海守』（うみもり）が結成されていた。